# 1963年安卡拉空中撞机事故
1963年安卡拉空中撞机事故（或称中东航空265号班机空难）是指1963年2月1日中东航空265号班机和土耳其空军一架C-47运输机在土耳其首都安卡拉上空撞击的事故。本次事故共导致104人死亡，其中包括两架飞机上的所有人员和地面的87人。这在事故当时是伤亡最惨重的航空事故，后被土耳其航空452號班機空難超越。

## 涉事航机

### 中东航空265号班机
265号班机由中东航空旗下的维克斯子爵型客机执飞，自黎巴嫩贝鲁特-拉菲克·哈里里国际机场起飞，经塞浦路斯尼科西亚国际机场飞往土耳其安卡拉埃森博阿国际机场。本机原被英国海外航空公司订购，并准备下方到中东航空。但1957年4月，本机确定归属塞浦路斯航空，运营伦敦—塞浦路斯航线。6月11日，飞机才开始组装，直到9月才完成，涂上塞浦路斯航空的涂装。此时伦敦至塞浦路斯航线已由英国欧洲航空运营，塞浦路斯航空不再需要本机。10月31日，飞机重新获得注册编号，于11月24日首航。12月12日，这架飞机加入中东航空的序列。
事发时，本机已飞行了13,187小时，机组成员由2名飞行员和1名空中乘务员组成。其中机长时年29岁，在维克斯子爵型飞机上已飞行2,925小时；副机长时年38岁，在维克斯子爵型飞机上已飞行4,200小时。两人的飞行执照原定于1963年5月到期。

### 土耳其空军C-47运输机
事故的另一架飞机属于土耳其空军。其于1944年建造，事发时已飞行2,340航时。机上有一名教官、一名学员和一名无线电机师。教官时年33岁，于1955年5月取得飞行资格，有1,452小时的飞行经验；学员时年22岁，自1962年7月起具有飞行资格。据调查，学员坐在机舱左侧，戴蓝色护目镜，教官坐在右侧。在残骸中发现了一块置于挡风玻璃左侧、防止学员在器材训练中向外张望的橙色有机玻璃。

## 事故过程
根据气象资料，欧洲东部时间15:00安卡拉上空的云层下界为910米，能见度10~20公里。事故是在约7,000英尺（2,100米）空中发生的，事发时天气良好。
C-47运输机于协调世界时11:22起飞，在戈尔巴希进行了器材训练后，按目视飞行飞回空军基地。整场飞行原定花费一个半小时。
另一方面，265号班机在协调世界时13:04和空管通信，请求在13:07飞过戈尔巴希。13:05时班机得到了下降至6,500英尺的许可。空管要求265班机准备下降到3号跑道降落时发送报告。13:07时班机报告称仍在下降，还未于安卡拉机场取得联络，但很快就会联系上。班机于13:09处于安卡拉上空8,000英尺高度。此后13:13起，空管多次试图和班机取得联系，但无法再得到回应。
265号班机航向角为283度，撞上了同在7,000英尺高度的航向角243度的C-47运输机。值得注意的是，碰撞前265号班机曾试图拉升以避开运输机，但最终未能阻止悲剧发生。

## 起因
调查显示两架飞机呈40度角碰撞。目击者回忆事发时天空中有云。国际民用航空组织把事故责任归咎于265号班机的机组错估了戈尔巴希和安卡拉之间的距离、违反国际无线电通信标准、不采用计划的仪表飞行规则而采用目视飞行规则。

## 更多资料
- ICAO Circular.  (PDF). Montreal: International Civil Aviation Organization. 1966: 43–50  [2019-11-03]. （原始内容 (PDF)存档于2017-03-27）.